# Haight Street
Haight Street is een straat in San Francisco, in de Amerikaanse staat Californië. De straat is vernoemd naar de Californische pionier en bankier Henry Haight (1820-1869). Haight Street loopt van Market Street in oosten tot aan Stanyan Street in het westen, nabij het Golden Gate Park. Het is de belangrijkste straat in het district Haight-Ashbury of Upper Haight, bekend als het hart van de hippiebeweging tijdens de Summer of Love (1967). Die buurt bevindt zich rond het westelijke uiteinde van de straat, grofweg tussen Stanyan Street en Buena Vista Park. Verder oostwaarts loopt Haight Street door de buurt Lower Haight.